# Salamandra salamandra
La salamandra común (Salamandra salamandra) es una especie de anfibio urodelo de la familia Salamandridae. Es el más común de los urodelos en Europa. De hábitos terrestres, únicamente entra en el agua para parir, y muchas subespecies lo hacen en tierra. Durante la fase larvaria respiran a través de branquias, y ya como adultas, la mayor parte de la respiración la realizan a través de la piel, debido a que poseen unos pulmones muy poco desarrollados, y es necesario que esta esté húmeda para poder respirar a través de ella. Es un urodelo inconfundible, de fondo negro y manchas variadas amarillas muy intensas que pueden llegar a cubrir la casi totalidad del cuerpo. A veces también se aprecian manchas de color rojizo.
La apariencia de esta especie es bastante diferente entre las subespecies: 
- Salamandra infraimmaculata infraimmaculata es grande (hasta 324 mm) y tiene grandes puntos amarillos en todo el cuerpo, excepto en el vientre. Por lo general, hay cuatro manchas amarillas en la cabeza; uno en cada paratoides y uno encima de cada ojo.
- Salamandra infraimmaculata orientalis tiene una apariencia similar a Salamandra infraimmaculata infraimmaculata, pero tiene pequeñas manchas amarillas en todo el cuerpo, excepto en el vientre (se cuestiona la validez taxonómica de esta subespecie).
- Salamandra infraimmaculata semenovi es grande y tiene manchas redondas como rosas en todo el cuerpo, su cabeza es bastante redonda.

Esta es la especie de salamandra más pequeña, puede alcanzar una longitud de 324 mm. Presenta cierto dimorfismo sexual: las hembras suelen ser más grandes que los machos. Esta especie no tiene coloración en el vientre, la parte inferior es completamente negra.
En ciertas zonas del sur de España (Granada, Jaén, Albacete), a la salamandra común se la conoce como "tiro".
Este anfibio únicamente se alimenta de animales vivos. Gusanos, lombrices de tierra, gasterópodos (caracoles), insectos (zancudos, mosquitos  y similares), arácnidos (arañas), entre otros, componen la base de su alimentación.

## Descripción
Adultos de entre 18 y 25 cm incluyendo la cola, siendo las hembras algo mayores. En casos excepcionales pueden llegar a 28 o más de 30 cm. Cuerpo grueso y cola relativamente corta, sin cresta dorsal ni caudal. Glándulas parótideas bien visibles en la cabeza.
Diseño característico de manchas   amarillas sobre fondo negro, muy variables, tanto que pudieran parecer de fondo amarillo con manchas negras. Este diseño y coloración es utilizada como una señal de advertencia para evitar ser atacada por posibles predadores —coloración aposemática—. Su piel contiene pequeñas cantidades de sustancias tóxicas que irritan los ojos y boca de los predadores.
Las larvas tienen la cabeza más ancha que el cuerpo, con cresta dorsocaudal que comienza en la parte posterior del tronco. De coloración oscura, en la base de cada pata suele tener una pequeña mancha clara, más patente en las posteriores. Se ha observado neotenia en esta especie.
Si pierden algún miembro las salamandras son capaces de regenerarlos.

## Comportamiento, hábitat, distribución y conservación

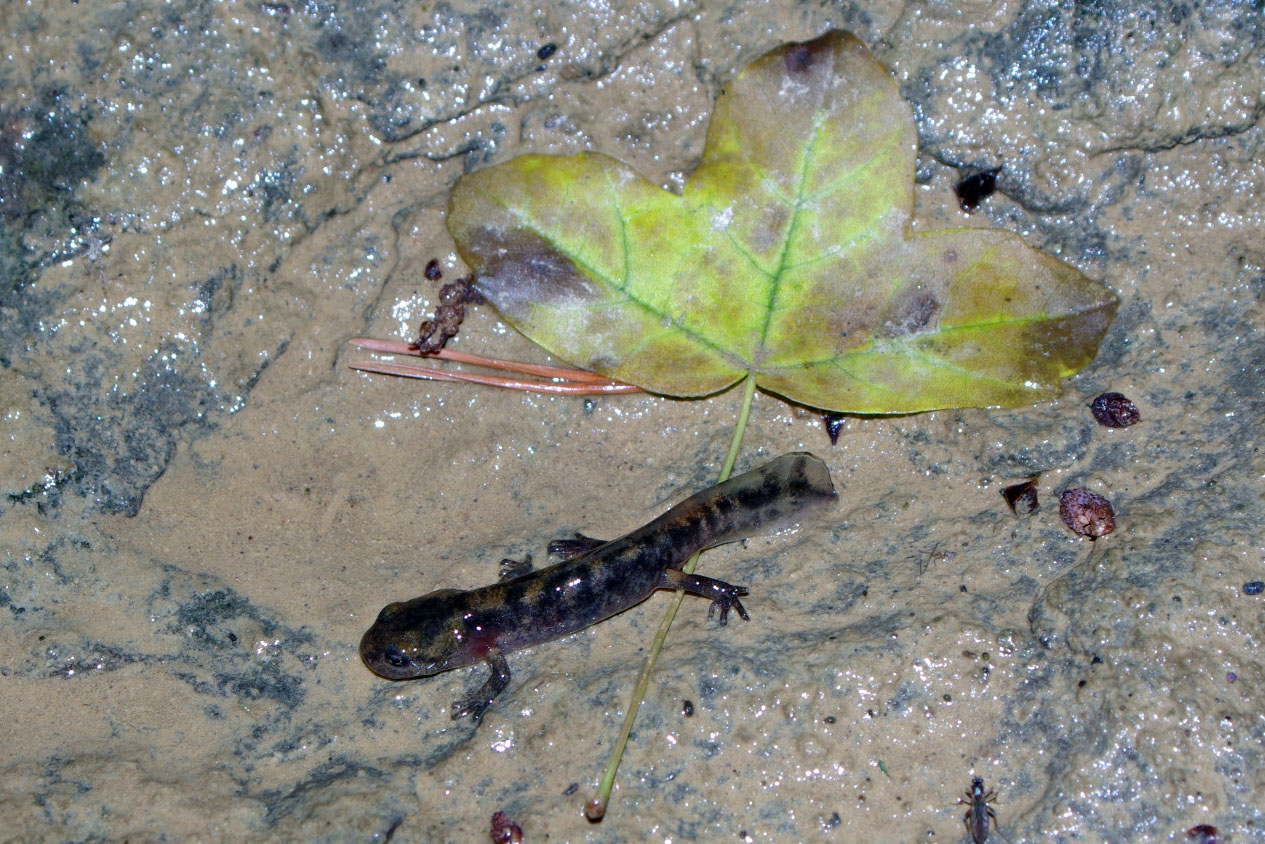
Larva de S. salamandra en la que se aprecian las marcas blancas de las patas.

Es un animal de hábitos nocturnos, aunque puede verse activa de día si la humedad relativa es alta —en días lluviosos o neblinosos—, y cuando la temperatura es fresca pero superior a los 3 °C. Por el día se refugia bajo la hojarasca, troncos de árboles caídos o bajo piedras. Las larvas se encuentran en arroyos y fuentes de aguas limpias y en ocasiones en aguas ferruginosas.  
En general, es una especie ovovivípara, en la que las hembras paren larvas semidesarrolladas en el agua. Algunas subespecies son vivíparas y paren en tierra entre dos y ocho crías totalmente metamorfoseadas. Los partos tienen lugar a partir del otoño y hasta finales de la primavera dependiendo de la geografía y el clima. Las larvas tardan entre 2 y 6 meses en desarrollarse. El letargo invernal puede ser prolongado en las zonas de montaña más frías y la estivación variable en las zonas más secas.
Aunque asociada a bosques caducifolios o mixtos, con arroyos limpios y bien sombreados, también aparece en los biotopos de contacto con estos bosques: roquedos, matorrales, praderas, etc.
Se distribuye a lo largo de Europa, desde Portugal a Italia y Grecia hasta el norte de Alemania, sur de Polonia y Rumanía.
Aparece catalogada como «preocupación menor» por la UICN, aunque si se consideran las subespecies, algunas pueden catalogarse como amenazadas. En general, las poblaciones se mantienen estables, aunque localmente pueden haber disminuido e incluso haberse extinguido, como en el Sistema Ibérico de la península ibérica donde ha desaparecido en los últimos 20 años debido, quizá, a una enfermedad epidémica. Sus mayores amenazas son la destrucción del hábitat y en consecuencia la fragmentación de las poblaciones, la introducción de predadores como salmónidos o el cangrejo rojo americano y, en áreas concretas, el atropello de adultos al cruzar vías de comunicación. Algunas poblaciones españolas se hallan afectadas por la enfermedad micótica denominada quitridiomicosis.

## Sistemática
Fue descrita por primera vez por Carlos Linneo en 1758, denominándola Lacerta salamandra. Posteriormente, en 1896 Einar Lönnberg la trasladó al género Salamandra.

### Subespecies
Solo en la península ibérica existen 9 subespecies de Salamandra salamandra:

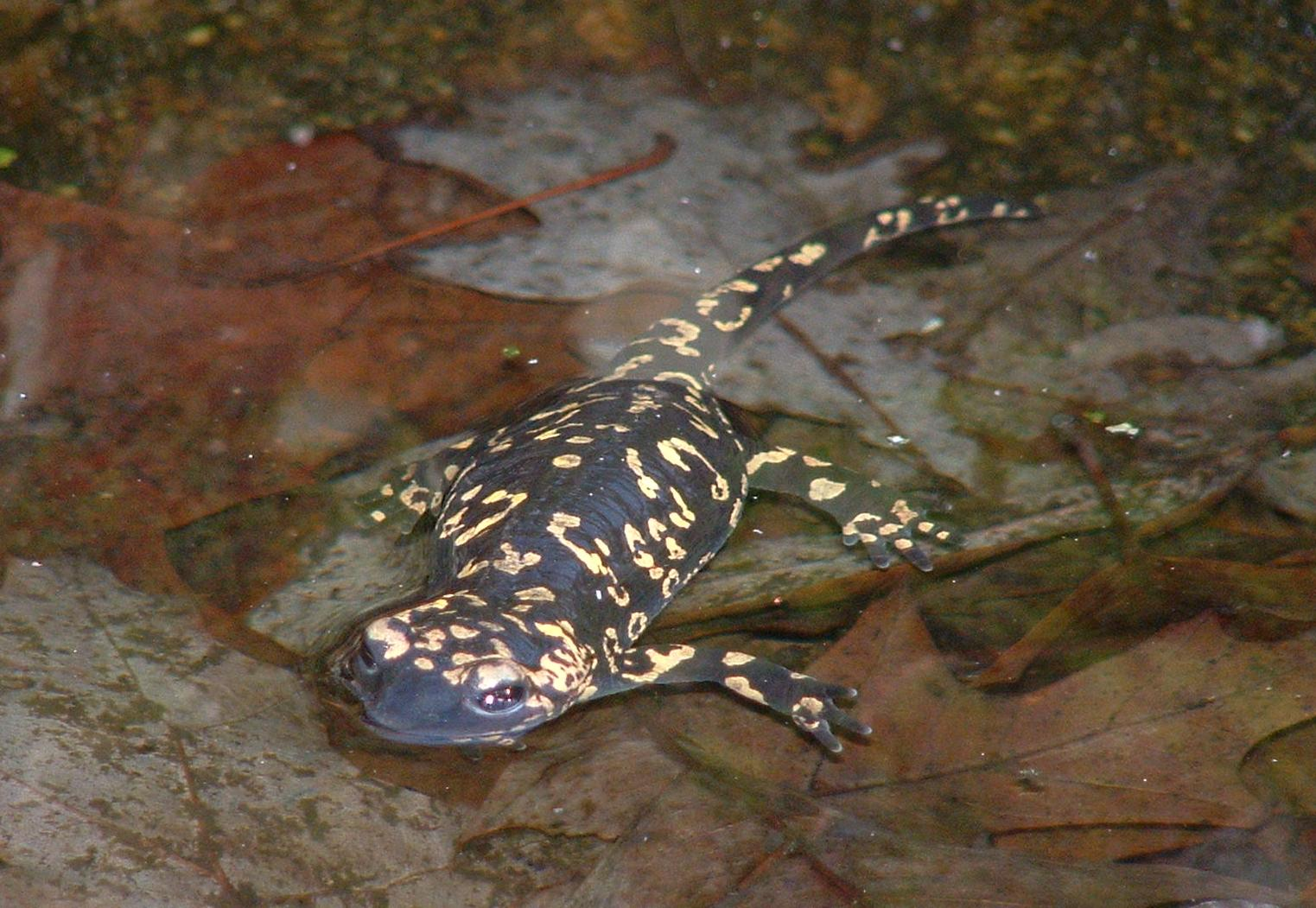
S. s. gallaica en la que se pueden ver los arabescos. En este caso no tiene manchas rojas.

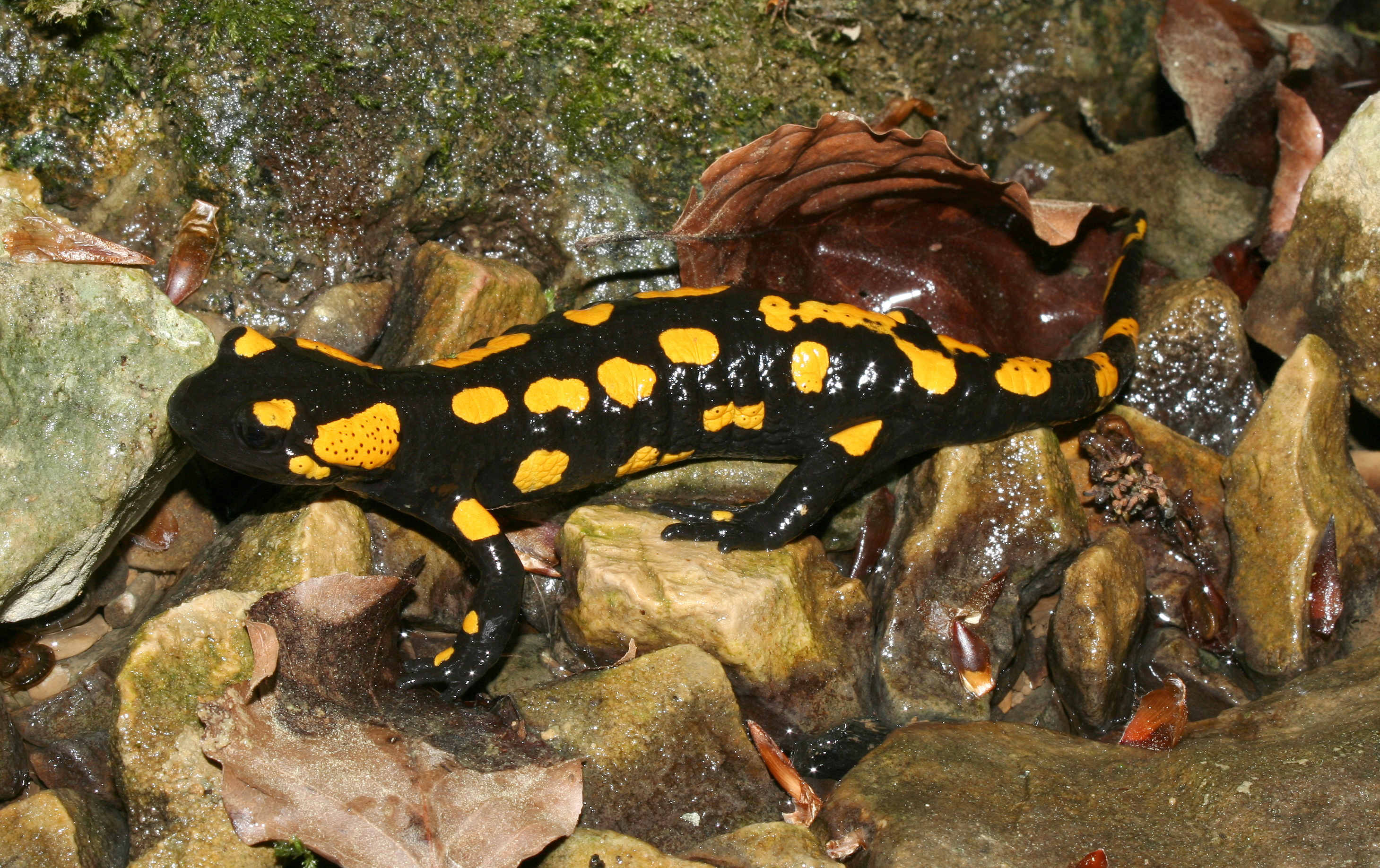
S. s. terrestris con manchas amarillas.

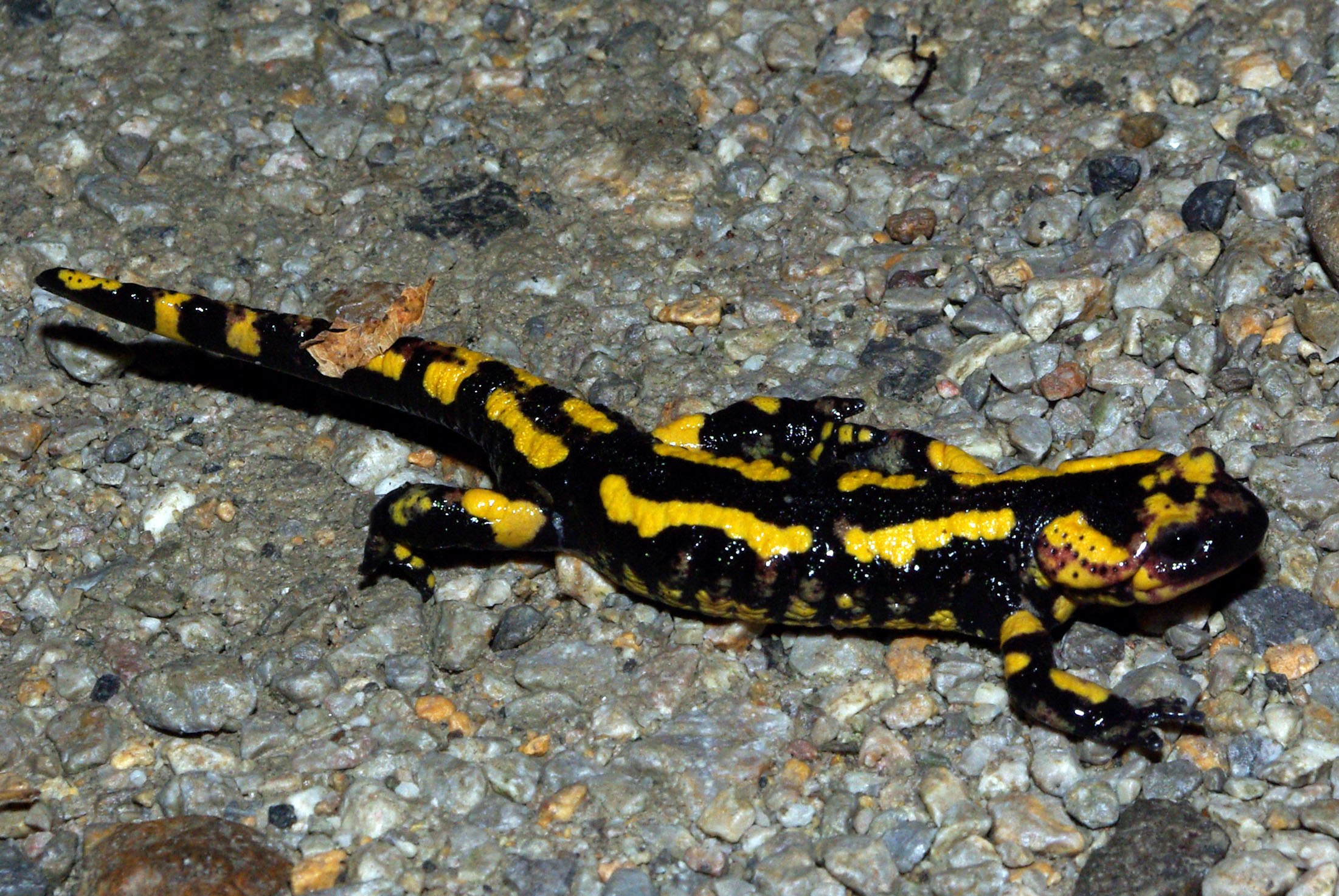
S. s. bernardezi con bandas amarillas y manchas rojas en la cabeza.

- S. s. gallaica Nikolskii, 1918: Es grande y robusta con el hocico puntiagudo. Su diseño se compone de manchas amarillas irregulares similares a arabescos y frecuentemente con manchas rojas burdeos. Se distribuye por el centro y sur de Galicia, casi todo Portugal (excepto el sur) y Extremadura.
- S. s. almanzoris Müller and Hellmich, 1935: Pequeña, con pocas y pequeñas manchas amarillas, sin manchas rojas. Circunscrita a las sierras de Gredos y Guadarrama.
- S. s. bejarae Mertens and Müller, 1940: pequeña, mediana o grande, manchas amarillas con forma de coma. Se distribuye por los sistemas Central e Ibérico  y por los Montes de Toledo y Montes de León.
- S. s. fastuosa Eiselt, 1958: Pequeña, con el hocico redondeado, su diseño se compone de franjas amarillas. Algunas poblaciones son vivíparas. Centro y oeste de Pirineos y este de la cordillera Cantábrica.
- S. s. terrestris Eiselt, 1958: Grande y robusta, con manchas amarillas dispersas o en dos bandas continuas. Se encuentra en los Pirineos orientales, Cataluña y resto de Europa.
- S. s. bernardezi Gasser, 1978: Pequeña, con el morro redondeado, con las manchas amarillas dispuestas en bandas como patrón más común. El viviparismo de esta subespecie es muy acentuado. Aparece en la cordillera Cantábrica central y occidental, hasta el noreste de Galicia.
- S. s. crespoi Malkmus, 1983: Muy grande, más de 25 cm, cabeza pequeña, hocico puntiagudo y dedos largos. Con manchas amarillas, rojas o pardas. Sur de Portugal.
- S. s. morenica Joger and Steinfartz, 1994: Tamaño grande, más de 21 cm. Hocico puntiagudo y manchas amarillas y a veces rojas. Se distribuye por Sierra Morena y sierras de Cazorla, Segura y Alcaraz.
- S. s. alfredschmidti Köhler and Steinfartz, 2006: Pequeña, con el morro redondeado, su diseño tiende a un color uniforme por todo el cuerpo, ya sea amarillo o marrón amarillento. Limitada a Asturias. Se ha puesto en duda el status de esta subespecie como resultado de una investigación posterior, en la que se amplió el área de estudio, se analizó el patrón de coloración de más de 1100 individuos y en la que se incluyeron análisis genéticos y de similitud de nicho ecológico. Esta investigación concluye que se trata de un ejemplo de polimorfismo dentro de S. s. bernardezi. Por lo tanto, el patrón de coloración es también variable en esta última y es común el color pardo o marrón oscuro en muchos individuos.[cita requerida]

Aún se discute el número de clados existentes en la península ibérica, de estos 9 algunos autores reducen la lista a 6, incluyendo el cambio de estatus de la subespecie S. s. almanzoris a especie. S. s. gallaica, S. s. fastuosa, S. s. terrestris y S. s. bejarae forman un grupo genéticamente próximo y S. s. crespoi y S. s. morenica forman otro. En cualquier caso, las subespecies vivíparas parecen distinguirse de las ovovivíparas no solo por el carácter reproductor, sino también por ser dos clados filogenéticos bien separados.

### Sinonimia
Su conocimiento desde antiguo, su amplia distribución europea y su gran variabilidad de diseño han hecho que numerosos autores incurrieran en sinonimia al describir la especie, subespecies, variedades o formas.
- Lacerta salamandra Linnaeus, 1758
- Salamandra candida Laurenti, 1768
- Salamandra maculosa Laurenti, 1768
- Salamandra terrestris Houttuyn, 1782
- Salamandra terrestris Lacépède, 1788
- Salamandra terrestris Bonnaterre, 1789
- Gecko salamandra Meyer, 1795
- Triton vulgaris Rafinesque, 1814
- Salamandra maculata Merrem, 1820
- Salamandra vulgaris Cloquet, 1827
- Triton corthyphorus Leydig, 1867
- Salamandra maculosa var. nera Doderlein, 1872
- Salamandra maculosa var. pezzata Doderlein, 1872
- Salamandra maculosa Boulenger, 1882
- Salamandra maculosa var. europaea Bedriaga, 1883
- Salamandra maculosa var. gallaica López-Seoane, 1885
- Salamandra maculosa var. molleri Bedriaga, 1889
- Salamandra salamandra Lönnberg, 1896
- Salamandra maculosa var. nigriventris Dürigen, 1897
- Salamandra maculosa var. typica Bedriaga, 1897
- Salamandra maculosa var. taeniata Dürigen, 1897
- Salamandra maculosa var. quadri-virgata Dürigen, 1897
- Salamandra maculosa var. coccinea Schweizerbarth, 1909
- Salamandra salamandra salamandra Poche, 1912
- Salamandra moncheriana Schreiber, 1912
- Salamandra maculata Schreiber, 1912
- Salamandra maculosa forma fastuosa Schreiber, 1912
- Salamandra maculosa var. speciosa Schreiber, 1912
- Salamandra salamandra molleri Nikolskii, 1918
- Salamandra salamandra taeniata Nikolskii, 1918
- Salamandra maculosa var. taeniata forma Bonnali Wolterstorff, 1925
- Salamandra salamandra taeniata Mertens, 1925
- Salamandra maculosa taeniata forma bernardezi Wolterstorff, 1928
- Salamandra salamandra carpathica Calinescu, 1931
- Salamandra maculosa bejarae Wolterstorff, 1934
- Salamandra maculosa bezarae Wolterstorff, 1934
- Salamandra salamandra (= maculosa) hispanica Wolterstorff, 1937
- Salamandra maculosa subsp. Bernardezi Scharlinski, 1939
- Salamandra salamandra albanica Gayda, 1940
- Salamandra salamandra thuringica Gayda, 1940
- Salamandra salamandra hispanica Mertens and Müller, 1940
- Salamandra salamandra bonnali Mertens and Müller, 1940
- Salamandra salamandra bernardazi Mertens and Müller, 1940
- Salamandra salamandra forma francica Sochurek and Gayda, 1941
- Salamandra salamandra forma werneri Sochurek and Gayda, 1941
- Salamandra salamandra gigliolii Eiselt and Lanza, 1956
- Salamandra salamandra salamandra Eiselt, 1958
- Salamandra (Salamandra) salamandra Özeti, 1967
- Salamandra salamandra beschkovi Obst, 1981
- Salamandra (Salamandra) salamandra (crespoi) crespoi Dubois and Raffaëlli, 2009
- Salamandra (Salamandra) salamandra (crespoi) morenica Dubois and Raffaëlli, 2009
- Salamandra (Salamandra) salamandra (fastuosa) alfredschmidti Dubois and Raffaëlli, 2009
- Salamandra (Salamandra) salamandra (fastuosa) bernardezi Dubois and Raffaëlli, 2009
- Salamandra (Salamandra) salamandra (fastuosa) fastuosa Dubois and Raffaëlli, 2009
- Salamandra (Salamandra) salamandra (fastuosa) gigliolii Dubois and Raffaëlli, 2009
- Salamandra (Salamandra) salamandra (salamandra) bejarae Dubois and Raffaëlli, 2009
- Salamandra (Salamandra) salamandra (salamandra) beschkovi Dubois and Raffaëlli, 2009
- Salamandra (Salamandra) salamandra (salamandra) gallaica Dubois and Raffaëlli, 2009
- Salamandra (Salamandra) salamandra (salamandra) salamandra Dubois and Raffaëlli, 2009
- Salamandra (Salamandra) salamandra (salamandra) terrestris Dubois and Raffaëlli, 2009
- Salamandra (Salamandra) salamandra (salamandra) werneri Dubois and Raffaëlli, 2009
- Salamandra (Salamandra) almanzoris Dubois and Raffaëlli, 2009